# Floh!

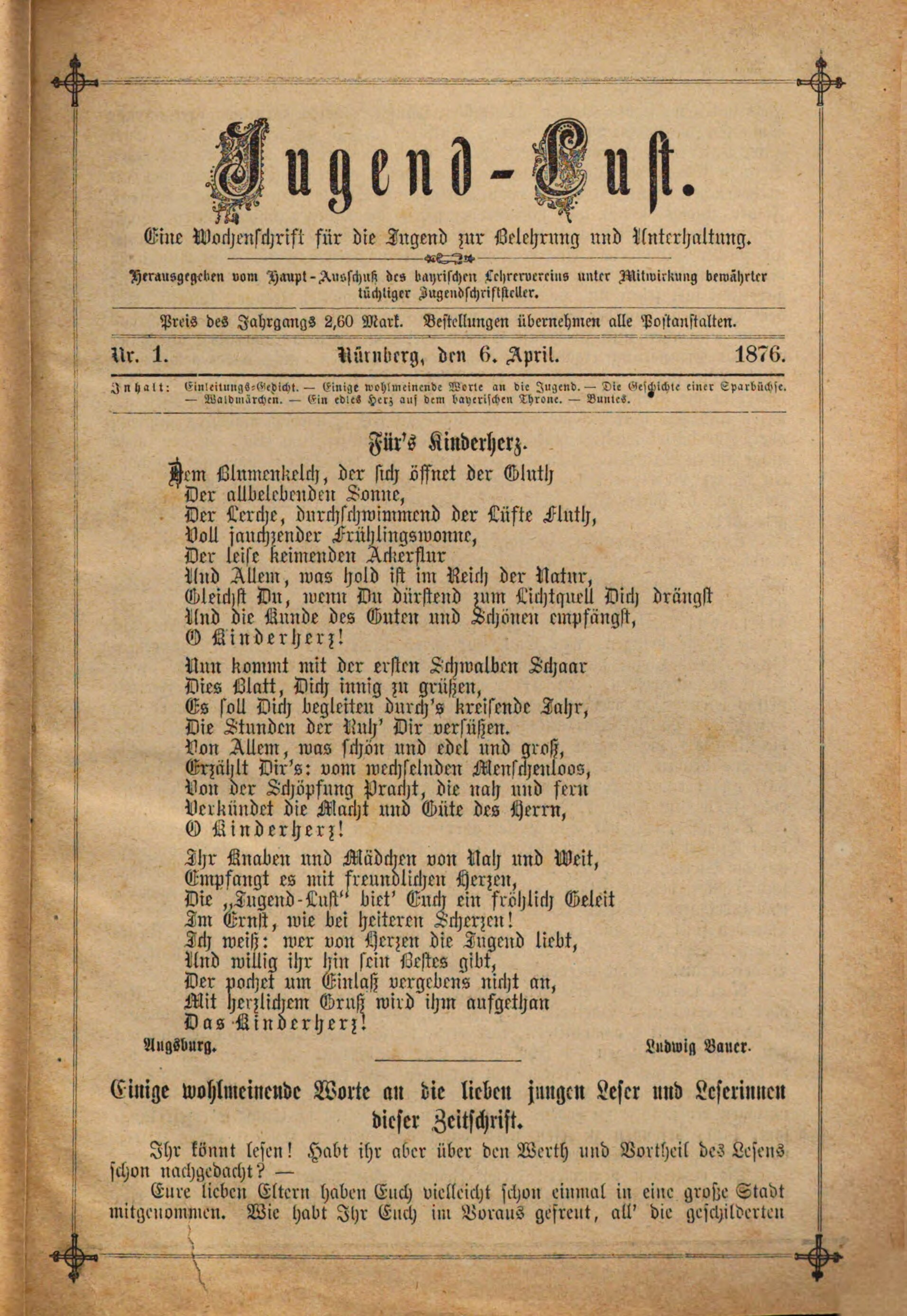
Erste Ausgabe der Jugendlust vom 6. April 1876

floh! war eine deutsche Jugendzeitschrift, die 1876 unter dem Namen Jugendlust gegründet wurde und bis Ende 2018 erschien, womit sie als die älteste Jugendzeitschrift der Welt galt.

## Geschichte
Die Jugendlust (anfangs Jugend-Lust geschrieben) wurde im Frühjahr 1876 vom Bayerischen Lehrerverein gegründet. Der Redaktion stand ein pädagogisches Schriftleitergremium zur Verfügung. Aus bescheidenen Anfängen entwickelte die Zeitschrift sich in den 1930er bis 1950er Jahren zur meistgelesenen und führenden Kinder- und Jugendzeitschrift im deutschsprachigen Raum.
Zur Zeit des Nationalsozialismus wurde Jugendlust 1941 verboten, konnte jedoch ab 1948 unter den Besatzungsmächten wieder erscheinen. Ab 1978 verlegte der Domino Verlag die Zeitschrift und führte diese mit den Titeln Flohkiste bzw. floh! die Schul-Jugendzeitschrift zur größten Popularität.
Die Zeitschrift enthielt leicht verständliche Fachthemen und eine eigene Zeitung im Heft (HALLO WELT). Sie war werbefrei, nur im Abonnement erhältlich und ab der dritten Schulklasse zu lesen. Zusätzlich gab es eine eigene Zeitschrift ab der fünften Klasse. Für Schüler der ersten und zweiten Klasse gab es die Flohkiste und für Vorschulkinder das Flohkistchen. Der floh! war vor allem in Nordrhein-Westfalen und Bayern beliebt. Es wurde ein eigenes Internetforum eingerichtet, zu dem nur Abonnenten Zugang hatten.
Die Titelfigur des floh! kam 1977 auf das Titelbild. Diese stellte den zu der Zeit vor allem in England berühmten Schachtelteufel dar. Laut Leseranalysen mochten 98 Prozent der Leser das Wahrzeichen sehr.
Wegen zurückgehender Abonnentenzahlen stellte der Verlag das Magazin am 31. Dezember 2018 ein.